# 中臣益人
中臣 益人（なかとみ の ますひと）は、奈良時代の貴族。神祇伯・中臣人足の子。官位は正五位下・神祇大副。

## 経歴
天平18年（746年）従五位下・主税頭に叙任される。翌天平19年（747年）神祇大副に任ぜられると、聖武朝末から孝謙朝にかけてこれを務めた。またこの間の天平21年（749年）には4月に幣帛を伊勢大臣神宮に奉納した労により従五位上、11月に正五位下と続けて昇叙されている。
天平勝宝6年（754年）4月に造宮少輔に遷るが、6月には早くも神祇大副に再任されている。その後、相模守として地方官に転じたとされる。

## 官歴
『続日本紀』による。
- 時期不詳：正六位上
- 天平18年（746年） 4月22日：従五位下。8月8日：主税頭
- 天平19年（747年） 5月1日：神祇大副
- 天平21年（749年） 4月5日：従五位上。8月10日：兼民部大輔。11月26日：正五位下
- 天平勝宝6年（754年） 4月5日：造宮少輔。6月1日：神祇大副
- 時期不詳：相模守[1]

## 系譜
「中臣氏系図」（『群書類従』巻第62所収）による。
- 父：中臣人足
- 母：不詳
- 生母不明の子女
  - 男子：大中臣真魚